# 2147483647 (số)

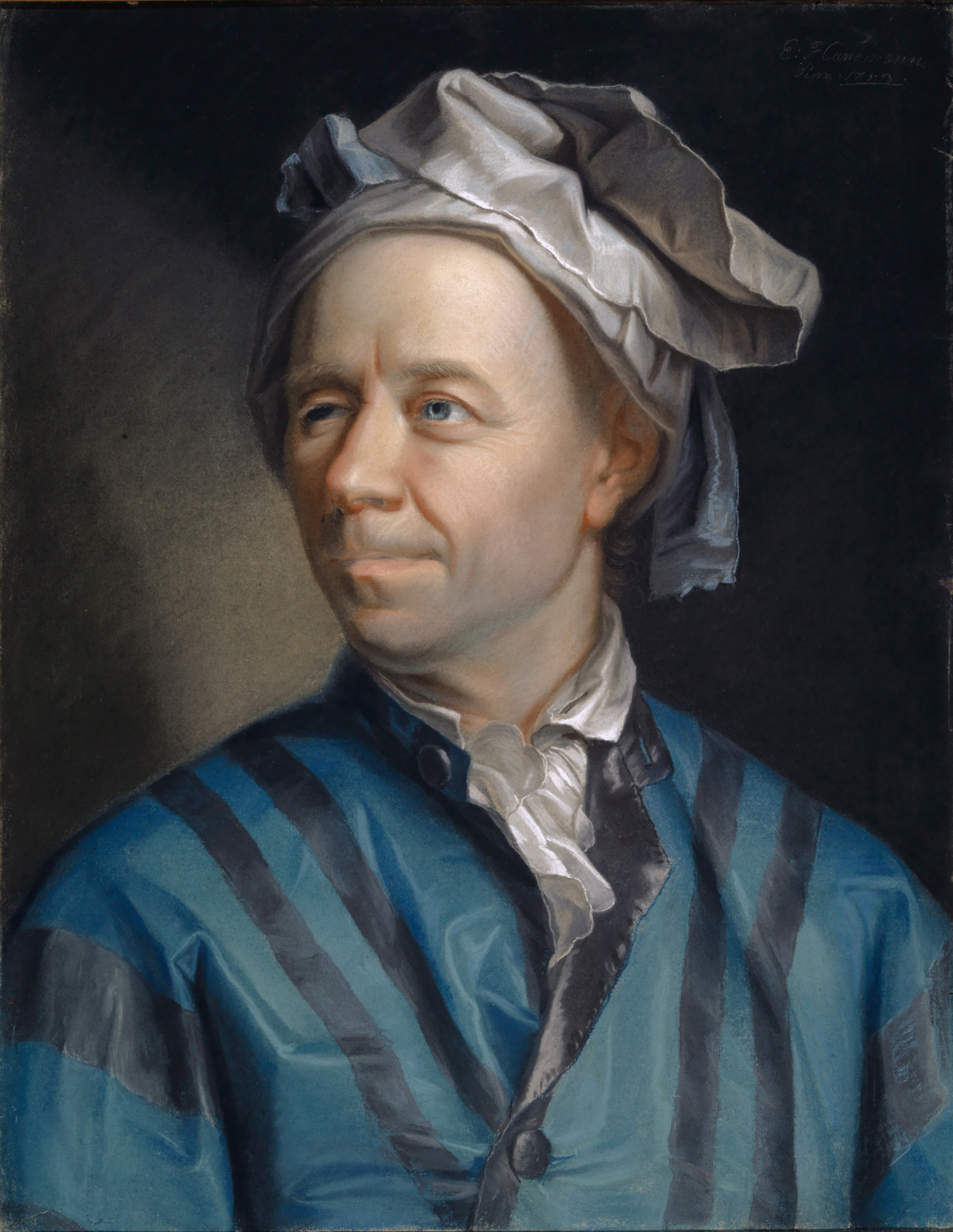
Đến năm 1772, Leonhard Euler đã chứng minh rằng 2 147 483 647 là một số nguyên tố.

2.147.483.647 là số nguyên tố Mersenne thứ tám, có giá trị bằng 2 31- 1. Nó là một trong bốn số nguyên tố Mersenne kép đã biết.
Leonhard Euler đã kiểm tra tính nguyên tố của số này. Ông đã chứng minh nó trong một bức thư gửi Daniel Bernoulli vào năm 1772. Euler sử dụng phép chia thừa số được chứng minh bằng phương pháp của Pietro Cataldi, sao cho cần nhiều nhất 372 phép chia để phân tích thừa số nguyên tố. Vì vậy, nó đã được chứng minh dựa trên số nguyên tố lớn nhất trước đó, 6 700 417, cũng được phát hiện bởi Euler, bốn mươi năm trước đó. 2 147 483 647 vẫn là số nguyên tố lớn nhất được biết đến cho đến năm 1867.

## Dự đoán của Barlow
Vào thời điểm phát hiện ra nó, 2 147 483 647 là số nguyên tố lớn nhất được biết đến. Năm 1811, Peter Barlow, không ngờ đến mối quan tâm trong tương lai đối với các số hoàn hảo, đã viết (trong An Elementary Investigation of the Theory of Numbers): 
 Euler khẳng định một cách chắc chắn rằng 231   - 1 = 2147483647 là số nguyên tố; và đây là số lớn nhất được biết cho đến nay. Và do đó, số hoàn hảo cuối cùng trong danh sách trên  [tức là, 230 (2 31 - 1)], vốn dựa vào số nguyên tố này, cũng là số hoàn hảo lớn nhất được biết đến cho đến nay, và có lẽ là số lớn nhất sẽ được tìm thấy; vì chúng chỉ đơn thuần là kỳ lạ, không có giá trị thực dụng, nên sẽ không có khả năng là bất kỳ người nào sẽ cố gắng tìm một con số lớn hơn. 
 Vào năm 1814, ông cũng lặp lại dự đoán này trong công trình A New Mathematical and Philosophical Dictionary của mình.
Trên thực tế, một số nguyên tố lớn hơn đã được phát hiện vào năm 1855 bởi Thomas Clausen (67 280 421 310 721), mặc dù không công bố cách chứng minh. Ngoài ra, vào năm 1867, 3 203 431 780 337 đã được chứng minh là số nguyên tố.

## Trong máy tính
2,147,483,647 (hoặc số thập lục phân 7FFFFFFF16 ) là giá trị dương lớn nhất cho số nguyên 32 bit trong máy tính. Do đó, nó là giá trị lớn nhất cho các biến được khai báo dưới dạng số nguyên (ví dụ như int) trong nhiều ngôn ngữ lập trình và đếm số, tiền, v.v. điểm tối đa có thể cho nhiều trò chơi điện tử. Sự xuất hiện của số thường phản ánh lỗi, tình trạng tràn hoặc thiếu giá trị. Vào tháng 12 năm 2014, có báo cáo về việc video âm nhạc "Gangnam Style" của PSY đã vượt quá giới hạn số nguyên 32 bit cho số lượt xem trên YouTube, đồng thời đòi hỏi YouTube phải nâng cấp bộ đếm lên số nguyên 64 bit. Trên thực tế, đây là một trò đùa "trứng phục sinh", vì Google đã báo cáo rằng bộ đếm đã chuyển sang số nguyên 64-bit vài tháng trước đó.
Kiểu dữ liệu time_t, được sử dụng trên các hệ điều hành như Unix, là một kiểu dữ liệu số nguyên tính số giây kể từ khi bắt đầu thời gian Unix (12:00:00 UTC ngày 1 tháng 1 năm 1970) và thường được triển khai dưới dạng số nguyên 32 bit. Thời gian cuối cùng có thể được dùng trong kiểu dữ liệu này là 03:14:07 UTC vào Thứ Ba, 19 tháng 1 năm 2038 (tương ứng với 2.147.483.647 giây kể từ khi thời gian bắt đầu). Điều này có nghĩa là các hệ thống sử dụng kiểu time_t32-bit sẽ nhiều khả năng gặp sự cố năm 2038.